# М'ятна вулиця
М'я́тна ву́лиця — вулиця в Солом'янському районі міста Києва, селище Жуляни. Пролягає від безіменного проїзду до вулиці Ганни Арендт.

## Історія
Вулиця виникла на початку 2010-х років. Сучасна назва — з 2015 року.